# بترون
البترون (به عربی: البترون) شهری در استان شمالی لبنان کشور لبنان است که در سرشماری سال ۲۰۰۵ میلادی، ۱۰۸۵۲ نفر جمعیت داشته است.
شهر البترون در ساحل دریای مدیترانه قرار گرفته است

## تاریخ
این شهر از اوایل عصر برنز تا به امروز به‌طور مداوم مسکونی بوده است. در واقع، آثار باستان‌شناسی که اخیراً در مرکز شهر باستانی باترون کشف شده است، شواهدی از استقرار و تداوم تمدن‌ها از عصر مفرغ اولیه (هزاره سوم) ارائه کرده است. در اواسط هزاره دوم، این شهر بخشی از ولایت جبیل بود. در دوره‌های تسلط کنعانیان، آموریان، آشوریان، هخامنشیان، اسکندر، سلوکیان، رومیان و بیزانسی‌ها این شهر به عنوان یکی از مراکز اصلی فینقیه به‌شمار می‌آمد و بین قرن‌های ۷ و ۱۲ میلادی رو به زوال گذاشت و در زمان جنگ‌های صلیبی و ممالیک اهمیت چندانی نداشت. در قرن ۱۷ و ۱۸ شهر ویران شد و تقریباً متروک گردید سپس در اواسط قرن ۱۹ بازسازی شد. 

## جستارهای وابسته

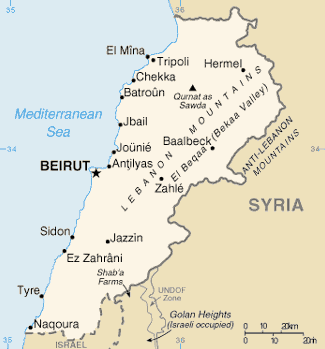
نقشهٔ لبنان